# Клапје (Еро)
Клапје (фр. Clapiers) је насеље и општина у јужној Француској у региону Лангдок-Русијон, у департману Еро која припада префектури Монпелије.
По подацима из 2011. године у општини је живело 5265 становника, а густина насељености је износила 684,66 становника/km². Општина се простире на површини од 7,69 km². Налази се на средњој надморској висини од 25 метара (максималној 126 m, а минималној 25 m).

## Демографија
| 1900. | 1962. | 1968. | 1975. | 1982. | 1990. | 1999. | 2006. | 2011. |
| ----- | ----- | ----- | ----- | ----- | ----- | ----- | ----- | ----- |
| 200   | 326   | 374   | 867   | 1.900 | 3.478 | 4.631 | 5.012 | 5.265 |

График промене броја становника у току последњих година